# Charis
Pour les articles homonymes, voir Charis (homonymie).

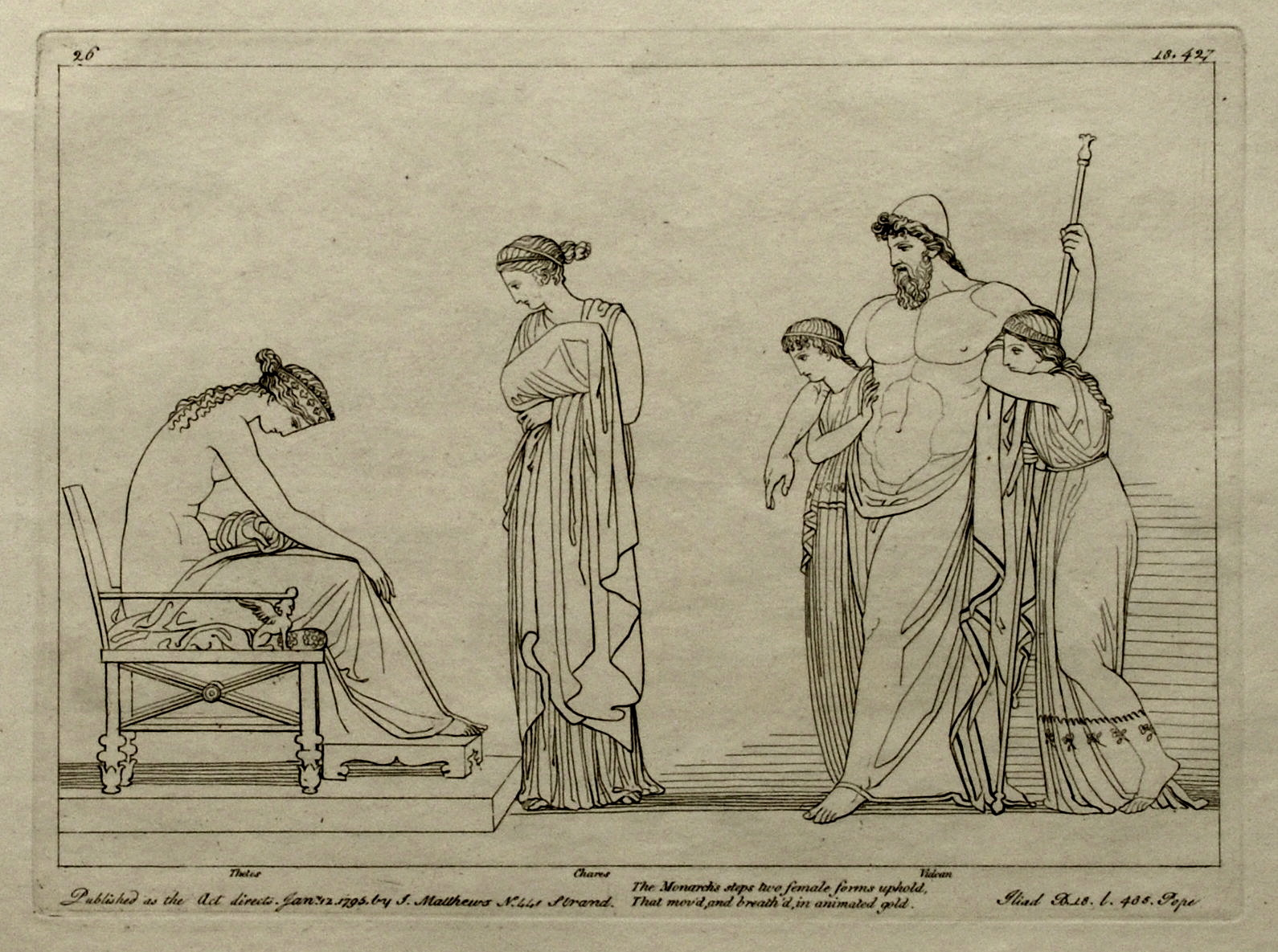
Thétis, Charis et Héphaïstos.

Dans la mythologie grecque homérique, Charis (en grec ancien Χάρις / Kháris) est une des Charites primitives, épouse d'Héphaïstos. Lorsque Thétis va demander de nouvelles armes pour son fils Achille à Héphaïstos, c'est Charis qui la reçoit, et « la couvre des présents que l'on donne aux hôtes ».